# Халявинська волость
Халявинська волость — історична адміністративно-територіальна одиниця Чернігівського повіту Чернігівської губернії з центром у селі Халявин.
Станом на 1885 рік складалася з 31 поселення, 28 сільських громад. Населення — 12 768 осіб (6331 чоловічої статі та 6437 — жіночої), 2228  дворових господарств.
|                     | Площа, десятин | У тому числі орної, дес. |
| ------------------- | -------------- | ------------------------ |
| Сільських громад    | 14711          | 12445                    |
| Приватної власності | 16962          | 13541                    |
| Казенної власності  | 1              | —                        |
| Іншої власності     | 373            | 324                      |
| Загалом             | 32047          | 26310                    |

Основні поселення волості:
- Халявин — колишнє державне й власницьке село при річці Стрижень за 11 верст від повітового міста, 1379 осіб, 244 двори, православна церква, школа, постоялий будинок, 22 вітряних млини, 2 маслобійних заводи. За 5 верст — поштова станція. За 4 верст — цегельний завод.
- Бобровиця — колишнє державне й власницьке село при річці Десна, 635 осіб, 142 двори, православна церква, 2 постоялих будинки, лавка, 6 вітряних млинів.
- Масани — колишнє державне й власницьке село, 226 осіб, 46 дворів, православна церква, постоялий будинок, 2 вітряних млини.
- Петрушин — колишнє державне й власницьке село при річці Замглай, 1376 осіб, 358 двори, православна церква, школа, 2 постоялих будинки, лавка, 19 вітряних млинів, маслобійний завод.
- Полуботки — колишнє державне й власницьке село при річці Стрижень, 338 осіб, 66 дворів, православна церква, вітряний млин.
- Рогощі — колишнє власницьке село при річці Білоус, 113 осіб, 21 двір, православна церква.
- Роїще — колишнє державне й власницьке село при річці Стрижень, 1276 осіб, 199 дворів, православна церква, школа, 2 постоялих будинки, 23 вітряних млини, 2 маслобійних заводи.
- Сибереж — колишнє державне село при річці Сибереж, 1229 осіб, 209 дворів, православна церква, школа, 2 постоялих будинки, 24 вітряних млини, 2 крупорушки, 2 маслобійних заводи.
- Хмільниця — колишнє державне село при річці Ропотна, 734 особи, 127 дворів, православна церква, постоялий будинок, 19 вітряних млинів, крупорушка, маслобійний завод.

1899 року у волості налічувалось 24 сільських громад, населення зросло до 17 870 осіб (10028 чоловічої статі та 7842 — жіночої).